# Judith Schwarz
Judith Schwarz (* 1989 in Wien) ist eine österreichische Jazzmusikerin (Schlagzeug, Komposition).

## Leben und Wirken
Schwarz stammt aus einer Musikerfamilie; ihre Mutter ist die Kontrabassistin Gina Schwarz, ihr Vater Jazzpianist. Mit fünf Jahren erhielt sie ein Schlagzeug. Sie besuchte ein Musikgymnasium mit dem Fokus auf klassischer Musik, entschied sich aber dann als Jugendliche für das Schlagzeug und den Jazz. Sie schloss ein Jazzschlagzeug-Studium an der Anton Bruckner Privatuniversität in Linz mit Schwerpunkt Komposition bei Herbert Pirker 2015 ab; dort erhielt sie im Februar 2018 ihren Master, nachdem sie auch am Jazzcampus Basel bei Julio Baretto, Gregor Hilbe, Jorge Rossy, Hans Feigenwinter und Jeff Ballard studierte.
Bereits während des Studiums gehörte sie als Schlagzeugerin zum Quintett Chufffdrone, für das sie auch komponierte und mit dem sie weltweit auftrat (2019 beim INNtöne Jazzfestival und beim Moers Festival); nach einem gleichnamigen Album (2015) entstehen 2020 für das Wiener Label Jazzwerkstatt mit Actio und Re:actio weitere Alben. Weiterhin ist sie Mitglied im 13-köpfigen Bandkollektiv Little Rosies Kindergarten (mit dem bis 2020 zwei Alben entstanden), im Trio First Gig Never Happened und im Trio Go Ask Alice; auch bildete sie ein Duo mit der Holzbläserin Lisa Hofmaninger. Seit 2017 gehörte sie zu Gina Schwarz’ Projekt Pannonica (Album 2020); dort trat sie auch mit Ingrid Jensen, Sylvie Courvoisier, Karin Hammar, Camila Meza, Angelika Niescier und Julia Hülsmann auf. Daneben ist sie in weiteren Formationen tätig wie dem Peter Ponger New Trio und dem Vienna Klezmore Orchestra. Christian Muthspiel holte sie 2019 in sein Orjazztra Vienna, mit dem sie beim Internationalen Jazzfestival Saalfelden auftrat.
Seit September 2019 arbeitete sie zudem im Burgtheater in Wien als Theatermusikerin in Bastian Krafts Mephisto-Aufführung. Mit Chuffdrone wurde sie 2013 mit dem „BAWAG Next Generation Jazz Award“ ausgezeichnet. Für die Saison 2018/19 erhielt sie den Förderpreis The New Austrian Sound of Music mit dem Trio „First Gig Never Happened“ und für die Saison 2020/2021 mit dem Duo Hofmaninger/Schwarz.